# Pierre Lacarrière
Pour les articles homonymes, voir Lacarrière.
Pierre Lacarrière, né le 19 juin 1808, à Aurillac, et mort le 28 août 1893, est un prélat catholique français, premier évêque de Guadeloupe et Basse-Terre, de 1850 à 1852.

## Biographie
Pierre Marie Gervais Lacarrière est né le 19 juin 1808, à Aurillac, dans le département du Cantal.
Il est ordonné prêtre le 24 septembre 1831, puis devient le premier évêque de Guadeloupe et Basse-Terre, le 24 juillet 1850.
Il est confirmé à ce ministère, le 3 octobre 1850, puis reçoit la consécration épiscopale des mains de Frédéric de Marguerye, évêque de Saint-Flour, le 5 janvier 1851.
Il démissionne le 30 décembre 1852 et prend le titre d'évêque émérite de Guadeloupe et Basse-Terre.
Il participe, en qualité de père conciliaire, au premier concile œcuménique du Vatican, tenu à Rome, du 8 décembre 1869 au 20 octobre 1870.
Il meurt le 28 août 1893.

## Armes
D'azur à l'étoile rayonnante d'or au lieu d'honneur, à la mer d'argent mouvant de la pointe de l'écu.